# Catedral de Skálholt
La Catedral de Skálholt es una iglesia luterana perteneciente a la Iglesia de Islandia. No es sede de ninguna diócesis, pero sí de un obispo sufragáneo.
Es un monumento que conmemora la cristianización de Islandia. Es sucesora de una iglesia medieval hoy destruida, que fue la primera catedral del país.

## Historia
En 1056, Skálholt fue elegida como la primera sede episcopal de Islandia por su primer obispo, Ísleifur Gissurarson. Por ello, la localidad fue la ciudad más grande de toda Islandia y su principal centro religioso y cultural.
Por investigaciones arqueológicas, se sabe que hubo por lo menos dos catedrales anteriores en la colina donde se asienta la catedral actual; ambas construidas en madera. La primera, del siglo XII, conocida como Gíslakirkja, fue la de mayor tamaño (50 m de largo) y fue erigida con madera importada de Noruega. Posteriormente, tras la reforma protestante, Brynjólfur Sveinsson, uno de los más sobresalientes obispos luteranos de Skálholt, hizo construir una catedral de madera sobre los cimientos de la vieja catedral medieval.
La catedral, junto con la localidad, fue destruida totalmente por un terremoto en el siglo XVIII. Por ese motivo, la sede episcopal de Skálholt fue abolida en 1785 y trasladada a Reikiavik.
En el siglo XX, como parte de una iniciativa gubernamental para devolverle vida a Skálholt, se comenzó la construcción de la nueva catedral, en el mismo sitio de la catedral medieval. En un acto de hermanamiento, las iglesias nacionales de Noruega, Dinamarca y Suecia contribuyeron en los gastos de la construcción, que finalizó en 1963.

## Edificio
La catedral es relativamente grande, sobre todo si se considera la reducida población de Skálholt, aunque sus antecesoras fueron de mayores dimensiones.
Su sobrio diseño, inspirado en las iglesias tradicionales, incorpora elementos modernos. Mide unos 30 m de largo. Tiene planta de cruz latina, con un transepto que separa la nave del pequeño coro. Es de forma basilical, con una nave mayor y dos laterales.
En el interior, destacan los vitrales abstractos de  Gerður Helgadóttir, que decoran las ventanas de las naves, y el mosaico del altar, de  Nína Tryggvadóttir, que representa a Jesús.
En el interior de la catedral permanece el sarcófago del obispo Páll Jónsson, descubierto durante las excavaciones arqueológicas de la década de 1950.
En la torre del crucero hay una pequeña colección de libros religiosos antiguos.

## Actividades
La catedral funciona como parroquia y en ella se oficia misa todos los domingos. En verano el sitio atrae visitantes y en el interior de la iglesia se celebran conciertos de música clásica y de coros.
Al igual que Hólar, Skálholt es sede sufragánea del obispo de Reikiavik de la Iglesia Nacional de Islandia.